# Runaway Train (Soul Asylum)
Runaway Train è un singolo del gruppo musicale statunitense Soul Asylum, pubblicato il 1º giugno 1993 come terzo estratto dal sesto album in studio Grave Dancers Union. Fu senza dubbio il singolo di maggior successo del gruppo, che vinse un Grammy nel 1994 come Migliore Canzone Rock.
Fu anche suonata come traccia d'apertura nel concerto Unplugged negli MTV Studios, New York il 21 aprile 1993.

## Video musicale
Il video musicale è diretto da Tony Kaye, e ne sono uscite due versioni differenti, una per gli Stati Uniti e una per il Regno Unito: in entrambi i video si succedono fotografie di ragazzi scomparsi nei due paesi con l'anno di scomparsa e un appello a segnalarne l'eventuale avvistamento per aiutarne il ritrovamento.